# Церква Покрови Пресвятої Богородиці (Єлизаветинська)
Церква Покрови Пресвятої Богородиці (рос. Церковь Покрова Пресвятой Богородицы) — колишній православний храм в станиці Єлісаветинська, Ростовська область, Росія.
Адреса: Ростовська область, Азовський район, станиця Єлизаветинська, хутір Коса, вул. Шкільна.

## Історія
Спочатку в станиці була відбудована перевезена з Аксайської станиці 1793 року дерев'яна церква. Через часті повені вона прийшла в непридатність, і 1812 року був закладений трьохпрестольний храм на честь Покрови Пресвятої Богородиці, який був побудований і освячений через 12 років.

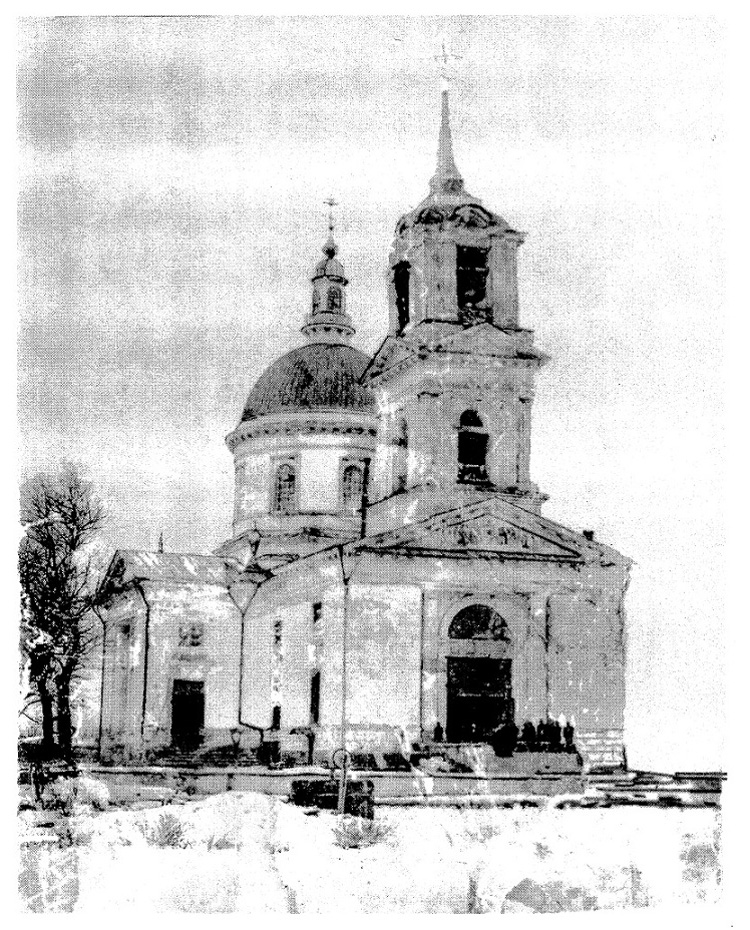
Кам'яна церква

Нова Покровська церква була побудована з каменю, із дзвіницею і трьома престолами — на честь Покрови Божої Матері, першоверховних апостолів Петра і Павла та Великомучениці Параскеви (П'ятниці). Зовні і зсередини будівлю храму було поштукатурено, покрито залізом, всі бані були пофарбовані зеленою фарбою. На вершинах бань церкви та дзвіниці знаходилися позолочені куля та хрест; Покровська церква мала вісім дзвонів, найбільший дзвін важив 546 пудів. За склом у кіоті знаходилися дві грамоти: перша — на колишню дерев'яну церкву, підписана єпископом Воронезьким Інокентієм; друга — на нову кам'яну, видану єпископом Воронезьким і Черкаським преосвященним Антонієм.
Церква була зруйнована в 1938 році. Зберігся лише фундамент. Після розпаду СРСР на місці вівтаря зруйнованого храму була побудована каплиця Покрови Пресвятої Богородиці.